# Walter Gröbchen

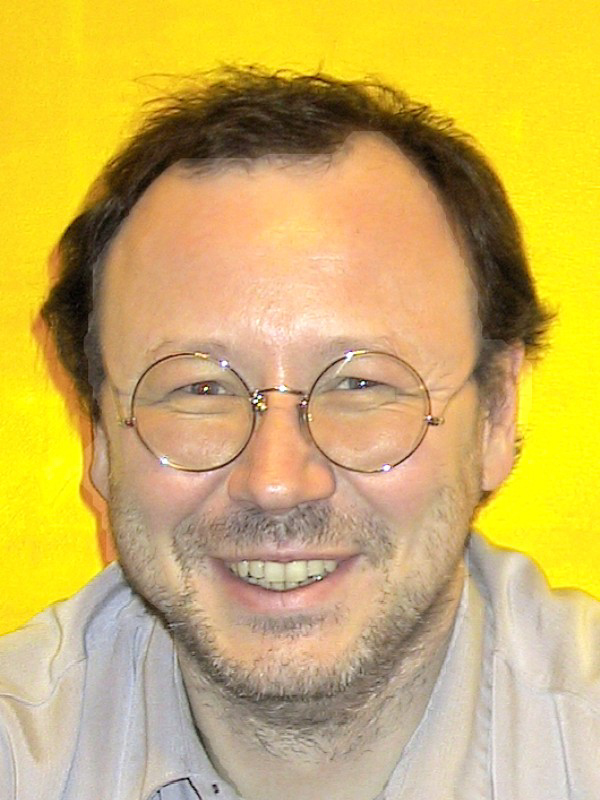
Walter Gröbchen (2006)

Walter Gröbchen (* 17. April 1962 in Wien) ist ein österreichischer Journalist, Blogger, Autor und Musikverleger.

## Leben
Walter Gröbchen besuchte von 1972 bis 1980 das Bundesrealgymnasium Waltergasse.
Erste Erfahrungen in der Medienbranche sammelte Gröbchen Anfang der 1980er Jahre als Mitbegründer und Redakteur von etcetera – Zeitschrift für Jugendkultur. Von November 1981 bis 1993 war er ständiger freier Mitarbeiter des ORF-Radios und arbeitete für die Sendungen Musicbox, Freizeichen, Rot-Weiß-Rotes Radio, Radio Gaga und Nachtradio auf Ö3 sowie Diagonal auf Ö1. Ab 1992 war Gröbchen zuständig für die Ö3-Programmbeobachtung und -entwicklung. Neben seiner Tätigkeit als Radiomacher publizierte er als freiberuflicher Journalist unter anderem in profil, Die Zeit, Weltwoche, Der Standard, Wiener, Financial Times, Rolling Stone, Datum, Falter und Wiener Zeitung.
Ab 1993 war Gröbchen auch als A&R-Manager für diverse Musikkonzerne wie BMG, Warner Music und Universal Music in Deutschland und Österreich zuständig.
Seit dem Jahr 2000 ist Gröbchen auch unternehmerisch tätig, und zwar zunächst als Gesellschafter der Exozet Neue Medien Produktion Wien GmbH (bis 2008) und als Aufsichtsrat der Neue Sentimental Film Austria AG (bis 2009).
Seit Februar 2000 ist Gröbchen unbeschränkt haftender Gesellschafter der Monkey Music, Gröbchen & Partner OG und seit Jänner 2005 geschäftsführender Gesellschafter der monkey.moods Verlags GmbH. Über letztgenannte Firma hält er 5 % der Anteile an der Entspannungsfunk Gesellschaft mbH, die den Radiosender LoungeFM betreibt, und fungiert dort als „Head of Music“. monkey. ist eine Kommunikations- und Consulting-Agentur mit angeschlossenem Label und Verlag. Der Arbeitsschwerpunkt liegt in „Promotion- und Produktionsdienstleistungen für die Musik- und Medienindustrie im gesamten deutschsprachigen Raum.“
Gröbchen ist Autor der wöchentlichen Kolumne MASCHINENRAUM die zunächst in der Presse am Sonntag später im Feuilleton der Wiener Zeitung erschien. Er veröffentlicht diese Beiträge auch in seinem Weblog Grob. Gröber. Gröbchen.
Des Weiteren kuratiert Gröbchen die Reihe Live@RKH (ein Podium für neue Popmusik aus Österreich) im Großen Sendesaal des ORF-Funkhauses in Wien.
Seine Tochter Nicola Löwenstein aus einer Beziehung mit Martina Rupp war Fernsehmoderatorin bei ServusTV.

## Auszeichnungen
- 1981: Jugend-Lyrikwettbewerb der Stadt Wien (1. Preis)
- 2011: Dr.-Karl-Renner-Publizistikpreis (Auszeichnung in der Kategorie Online)

## Werke
- Walter Gröbchen (Hrsg.): Heimspiel. Eine Chronik des Austro-Pop, Hannibal, St. Andrä-Wördern 1995, ISBN 3-85445-112-1.